# Cantemir (famiglia)

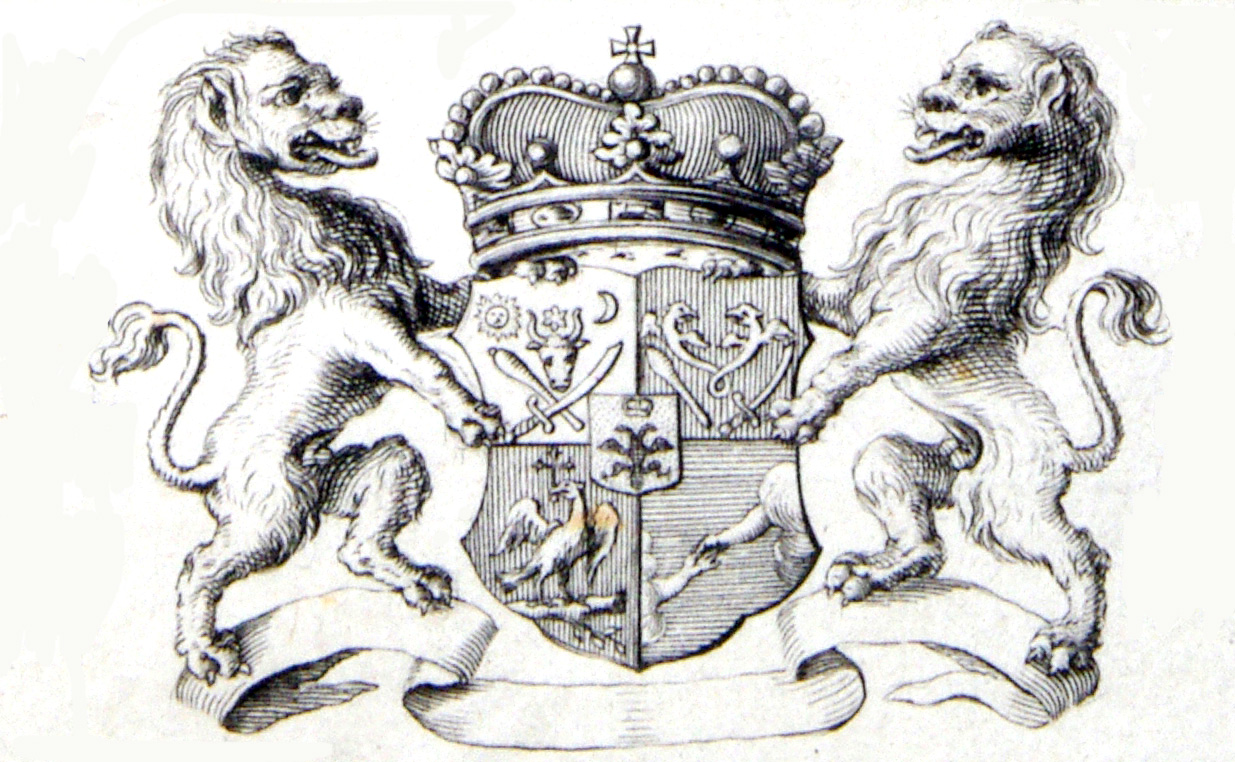
Stemma.

Cantemir è una famiglia nobile, di origine moldava, risalente al XVII secolo. Discende da una ricca famiglia tartara che si convertì al cattolicesimo nel 1540 e si stabilì in Moldavia. La famiglia discende da Konstantin Cantemir (?-1693), 1685 sovrano della Moldavia. 
Dimitrie Cantemir (?-1723), strinse un'alleanza con Pietro I, giungendo in Russia per partecipare alla campagna Prut, dove ricevette il titolo di principe e una tenuta a Dmitrovsk.
Con la morte di suo nipote, Dmitrij, avvenuta nel 1820, la famiglia si estinse. Gli attuali membri delle famiglie Shahovskoy e Passek, discendono da loro per via femminile.

## Fonti
- Genealogia dei Cantemir  Archiviato il 27 ottobre 2006 in Internet Archive.